# Tabouda
Tabouda (franska: Tabouda (CR), Tabouda (Commune Rurale), arabiska: بوعروس) är en kommun i Marocko.   Den ligger i provinsen Taounate och regionen Fès-Meknès, i den nordöstra delen av landet, 180 km nordost om huvudstaden Rabat. Antalet invånare är 15 644.